# Dave Morrison
David Morrison, detto Dave (Waltham Forest, 30 novembre 1974), è un ex calciatore inglese, di ruolo centrocampista.

## Caratteristiche tecniche
Era un'ala sinistra.

## Carriera
Nella stagione 1993-1994 ha realizzato 10 reti in 35 presenze nella Southern Football League (sesta divisione inglese) con la maglia del Chelmsford City, che a fine stagione l'ha ceduto per 50000 sterline al Peterborough Utd, club della terza divisione inglese; qui Morrison in due stagioni e mezzo (intervallate da un breve periodo in prestito ai Rushden & Diamonds, con cui vince una Southern Football League) mette a segno complessive 12 reti in 77 partite di campionato giocate, per poi passare nel gennaio del 1997 ai londinesi del Leyton Orient, con i quali in tre anni (ovvero fino al gennaio del 2000) totalizza ulteriori 46 presenze e 3 reti nei campionati professionistici inglesi, questa volta in quarta divisione. Nel gennaio del 2000 passa in prestito al Dover Athletic, con cui conclude la stagione 1999-2000 segnando 3 reti in 11 presenze nella quinta divisione inglese.
A fine stagione si trasferisce in Irlanda, ai Bohemians: qui in quattro anni di permanenza vince due campionati ed una coppa nazionale, segnando in totale 25 reti in 151 presenze nella prima divisione irlandese, alle quali aggiunge anche 10 presenze nelle competizioni UEFA per club (4 partite nei turni preliminari di UEFA Champions League, 4 partite nei turni preliminari di Coppa UEFA e 2 partite in Coppa UEFA).
Torna poi in patria, giocando a livello semiprofessionistico con vari club fino al 2008, anno in cui all'età di 34 anni si ritira.

## Palmarès

### Club

#### Competizioni nazionali
- Southern Football League: 1

Rushden & Diamonds: 1995-1996
- Campionato irlandese: 2

Bohemians: 2000-2001, 2002-2003
- Coppa d'Irlanda: 1

Bohemians: 2000-2001